# Руэда, Альба
Альба Руэда (род. 7 апреля 1976, Сальта) — аргентинский политик, ставшая первым в стране трансгендерным политиком, занявшим высокую государственную должность: она работала заместителем министра по политике многообразия в Министерстве по делам женщин, гендера и разнообразия с января 2020 года по май 2022 года.

## Ранний период жизни
Руэда родился в Сальте 7 апреля 1976 года и в 1990-х годах переехал со своей семьей в Буэнос-Айрес, где они жили в бедности. Она совершила каминг-аут в 16 лет и назвалась Альбой. Альба продолжила изучать философию в Университете Буэнос-Айреса, но бросила учёбу незадолго до диплома, сославшись на трансфобию среди сотрудников университета.

## Активизм
В 2003 году Руэда начала посещать отель Gondolín в Буэнос-Айресе, который стал центром аргентинского транс-движения. Там она встретилась с известными местными трансгендерными активистами, в том числе с Марлен Вайар и Лоханой Беркинс. Руэда выступала за включение транс-женщин в феминистское пространство и продвигала трансфеминистские идеи. Руэда выступала за однополые браки в Аргентине, которые были легализованы правительством Аргентины в 2010 году, а также успешно агитировала за принятие Закона о гендерной идентичности в 2012 году. После утверждения законопроекта Руэда открыла телефонную линию помощи 0800, чтобы помочь аргентинским трансперсонам зарегистрировать свои личные документы на соответствующие им имя и пол.
В 2006 году Руэда начала работать в Национальном институте по борьбе с дискриминацией, ксенофобией и расизмом (исп. Instituto Nacional contra la Discriminación, la Xenofobia y el Racismo, INADI). Руэде не платили зарплату в течение двух лет из-за того, что её гендерная идентичность не соответствовала официальным документам; она начала публично выступать за официальное признание её гендерной идентичности в квитанции о зарплате, что было одобрено тогдашним президентом Кристиной Фернандес де Киршнер в 2008 году. Национальный документ, удостоверяющий личность Руэды (Documento Nacional de Identidad) окончательно был заменен в 2019 году. Впоследствии она подала в суд на архиепископа Сальты из-за его отказа обновить в её свидетельстве о крещении выбранное ею имя.
Помимо работы с INADI Руэда также работала журналисткой в Notitrans, первом журнале новостей о трансперсонах в Латинской Америке. Руэда — основательница организации Trans Women Argentina (исп. Mujeres Trans Argentina) и была его президентом. Она работала научным сотрудником в отделе гендерных вопросов и коммуникаций Центра сотрудничества Флореаль Горини. Руэда также член Обсерватории по гендерным вопросам в системе правосудия при судебной системе города Буэнос-Айреса.

## Политическая карьера
24 декабря 2019 года было объявлено, что Руэда станет заместителем министра по политике многообразия в недавно созданном Министерстве по делам женщин, гендера и разнообразия. Руэда заняла эту должность в январе 2020 года. Она выступала за законопроект о квотах на трудоустройство, который резервирует 1 % рабочих мест в государственном секторе для трансперсон; этот законопроект был принят Национальным конгрессом в июне 2021 года. Руэда ранее критиковала правительство Аргентины за утверждение, что гетеросексуальность является частью «сексуального разнообразия». В 2022 году Руэда была назначена специальным представителем по вопросам сексуальной ориентации и гендерной идентичности Министерства иностранных дел, международной торговли и вероисповедания Сантьяго Кафьеро. Руэда стала одним из пяти посланников, выступающих за права ЛГБТКИА на международном уровне от имени национальных правительств, наряду с Джессикой Стерн из США, Ником Гербертом из Соединённого Королевства, Фабрицио Петри из Италии и Свеном Леманном из Германии.
В июне 2022 года Руэда призвала правительство решить проблему трансфемицида в Аргентине.

## Признание
В 2021 году Руэда была включена в список 100 женщин Би-би-си.
В 2022 году Руэда была включена в список Time 100 Next.